# Bobsleeën op de Olympische Winterspelen 1968
Bobsleeën is een van de sporten die beoefend werden tijdens de Olympische Winterspelen 1968 in Grenoble.

## Heren

### 2-mansbob
| rang   | sporter(s)                           | land     | tijd            |
| ------ | ------------------------------------ | -------- | --------------- |
| Goud   | Eugenio Monti Luciano De Paolis      | ITA - I  | 4:41.54 1:10.05 |
| Zilver | Horst Floth Pepi Bader               | FRG - I  | 4:41.54 1:10.15 |
| Brons  | Ion Panturu Nicolae Neagoe           | ROU - I  | 4:44.46         |
| 4      | Erwin Thaler Reinhold Durnthaler     | AUT - I  | 4:45.13         |
| 5      | Anthony Nash Robin Dixon             | GBR - I  | 4:45.16         |
| 6      | Paul Lamey Robert Huscher            | USA - I  | 4:46.03         |
| 7      | Wolfgang Zimmerer Peter Utzschneider | FRG - II | 4:46.40         |
| 8      | Max Kaltenberger Fritz Dinkhauser    | AUT - II | 4:46.63         |

### 4-mansbob
| rang   | sporter(s)                                                              | land     | tijd    |
| ------ | ----------------------------------------------------------------------- | -------- | ------- |
| Goud   | Eugenio Monti Roberto Zandonella Mario Armano Luciano De Paolis         | ITA - I  | 2:17.39 |
| Zilver | Erwin Thaler Herbert Gruber Eder Josef Reinhold Durnthaler              | AUT - I  | 2:17.48 |
| Brons  | Jean Wicki Willi Hofmann Walter Graf Hans Candrian                      | SUI - I  | 2:18.04 |
| 4      | Ion Panturu Petre Hristovici Gheorge Maftei Nicolae Neagoe              | ROU - I  | 2:18.14 |
| 5      | Horst Floth Willi Schäfer Frank Lange Pepi Bader                        | FRG - I  | 2:18.33 |
| 6      | Gianfranco Gaspari Giuseppe Rescigno Andrea Clemente Leonardo Cavallini | ITA - II | 2:18.36 |
| 7      | Francis Luiggi André Patey Gérard Monrazel Maurice Grether              | FRA - I  | 2:18.84 |
| 8      | Anthony Nash Guy Renwick Robin Widdows Robin Dixon                      | GBR - I  | 2:18.84 |

## Medaillespiegel
| rang | land                     | goud | zilver | brons | totaal |
| ---- | ------------------------ | ---- | ------ | ----- | ------ |
| 1    | Italië                   | 2    | 0      | 0     | 2      |
| 2    | Oostenrijk               | 0    | 1      | 0     | 1      |
| 2    | Bondsrepubliek Duitsland | 0    | 1      | 0     | 1      |
| 4    | Roemenië                 | 0    | 0      | 1     | 1      |
| 4    | Zwitserland              | 0    | 0      | 1     | 1      |
|      |                          | 2    | 2      | 2     | 6      |